# Globba franciscii
Globba franciscii är en enhjärtbladig växtart som beskrevs av Henry Nicholas Ridley. Globba franciscii ingår i släktet Globba och familjen Zingiberaceae. Inga underarter finns listade i Catalogue of Life.